# 佐濟夫 (利波韋茨區)
49°19′3″N 29°0′50″E / 49.31750°N 29.01389°E
佐濟夫（烏克蘭語：Зозів），是烏克蘭的村落，位於該國西南部文尼察州，由文尼察區負責管轄，始建於1552年，面積8.15平方公里，海拔高度279米，2001年該村落人口1,883。